# Ruisseau Rover
Pour les articles homonymes, voir Rover.
Le ruisseau Rover coule dans les municipalités de Saint-Luc-de-Bellechasse (MRC Les Etchemins) et de Saint-Léon-de-Standon (MRC de Bellechasse), dans la région administrative de Chaudière-Appalaches, au Québec, au Canada.
Le ruisseau Rover est un affluent de la rive sud du ruisseau à l'Eau Chaude lequel coule vers le sud-ouest pour se déverser sur la rive est de la rivière Etchemin ; cette dernière coule vers le nord pour se déverser à son tour sur la rive sud du fleuve Saint-Laurent, en face de la ville de Québec.

## Géographie
(août 2020).
- Si vous ne connaissez pas le sujet, laissez ce bandeau (vous pouvez alors contacter les auteurs).
- Si vous supprimez le contenu mis en cause (vous pouvez préalablement contacter les auteurs),

argumentez précisément cette suppression dans la page de discussion
(un manque de référence n'est pas un argument ; une recherche réelle de référence doit avoir été effectuée, être formellement documentée).
Les principaux bassins versants voisins du ruisseau Rover sont :
- côté nord : ruisseau à l'Eau Chaude, décharge du Lac du Six ;
- côté est : rivière des Fleurs (rivière Etchemin), rivière à Bœuf, rivière Blanche (rivière Etchemin), rivière Etchemin ;
- côté sud : rivière des Fleurs (rivière Etchemin), rivière Etchemin ;
- côté ouest : ruisseau de la Fromagerie, ruisseau à l'Eau Chaude, rivière Etchemin.

Le ruisseau Rover tire sa source au cœur du Massif du Sud, dans les Monts Notre-Dame, dans la municipalité de Saint-Luc-de-Bellechasse. Cette source est située tout près (côté ouest) de la source de la rivière des Fleurs (rivière Etchemin), soit à 13,0 km au sud-est du centre du village de Saint-Damien-de-Buckland, à 5,5 km au nord du centre du village de Saint-Luc-de-Bellechasse et à 9,0 km à l'est du centre du village de Saint-Nazaire-de-Dorchester.
À partir de sa source, le ruisseau Rover coule en zone forestière et montagneuse sur 7,9 km répartis selon les segments suivants :
- 1,4 km vers l'ouest dans Saint-Luc-de-Bellechasse, jusqu'à une route qui constitue la limite municipale de Saint-Léon-de-Standon ;
- 1,3 km vers l'ouest, jusqu'à la route Laflamme ;
- 2,3 km vers l'ouest, jusqu'à une route de campagne ;
- 4,2 km vers le sud-ouest, jusqu'à la route constituant la limite entre les cantons de Standon et de Buckland ;
- 1,0 km vers le sud-ouest, jusqu'à sa confluence.

Le ruisseau Rover se jette sur la rive sud-est du ruisseau à l'Eau Chaude, soit à 1,3 km en amont de la confluence de ce dernier. La confluence du ruisseau Rover est située à 3,8 km au nord du centre du village de Saint-Léon-de-Standon et à 4,7 km au sud du centre du village de Saint-Nazaire-de-Dorchester.

## Toponymie
Le toponyme "ruisseau Rover" a été officialisé le 5 décembre 1968 à la Commission de toponymie du Québec.